# Floristika
Floristika je odvětvím botaniky, které se věnuje vyhledávání, určování a evidování rostlinných druhů na určitém území.
Floristika je rovněž všeobecný termín v květinářském odvětví. Floristika zahrnuje péči o řezané květiny, prodej a aranžování květin.